# 瑞聯
宗室瑞聯（？—1892年），瑞聯，字睦庵，愛新覺羅氏，清朝宗室，滿洲正藍旗人，清朝政治人物。

## 生平
咸豐三年（1853年）癸丑科進士，改庶吉士。咸豐四年，任武英殿協修。咸豐五年，改國史館協修。咸豐六年，任翰林院檢討、武英殿纂修、玉牒館纂修。咸豐八年，任順天鄉試同考官。咸豐九年，任功臣館纂修、庶常館提調、國史館纂修。咸豐十年，任會試同考官、日講起居注官。咸豐十一年，任翰林院侍講、順天鄉試同考官、實錄館纂修。同治元年，任咸安宮總裁、翰林院侍讀。同治二年，任翰林院侍講學士、實錄館黃綾總校。同治三年，任翰林院侍讀學士、國子監祭酒。同治四年，任實錄館總校、浙江鄉試正考官。同治五年，任詹事府詹事、內閣學士。同治六年，任文淵閣直閣事、盛京兵部侍郎。同治八年，任盛京刑部侍郎。同治十年，任盛京戶部侍郎，管理奉天府府尹事務。同治十年，任盛京將軍、奉天府府尹。同治十二年，任熱河都統。光緒二年，任察哈爾都統。光緒三年，任綏遠城將軍。光緒五年，任杭州將軍。光緒六年，任工部尚書、考試應封宗室馬步射大臣，管理溝渠河道事務。光緒七年，任正藍旗漢軍都統。光緒七年，署鑲藍旗滿洲都統、理藩院尚書。光緒八年，任正黃旗滿洲都統、正藍旗族長。光緒九年，任兵部尚書、武英殿總裁、會試副考官、教習庶吉士。光緒十年，改任江寧將軍。

## 著作
纂輯《宗室貢舉備考》九卷。